# العمل ضد الجوع
العمل ضد الجوع هي منظمة إنسانية عالمية نشأت في فرنسا وملتزمة بإنهاء الجوع في العالم . تساعد المنظمة الأطفال اللذين يعانون من سوء التغذية وتزود المجتمعات بإمكانية الوصول إلي المياه الصالحة للشرب و الحلول المستدامة للجوع.

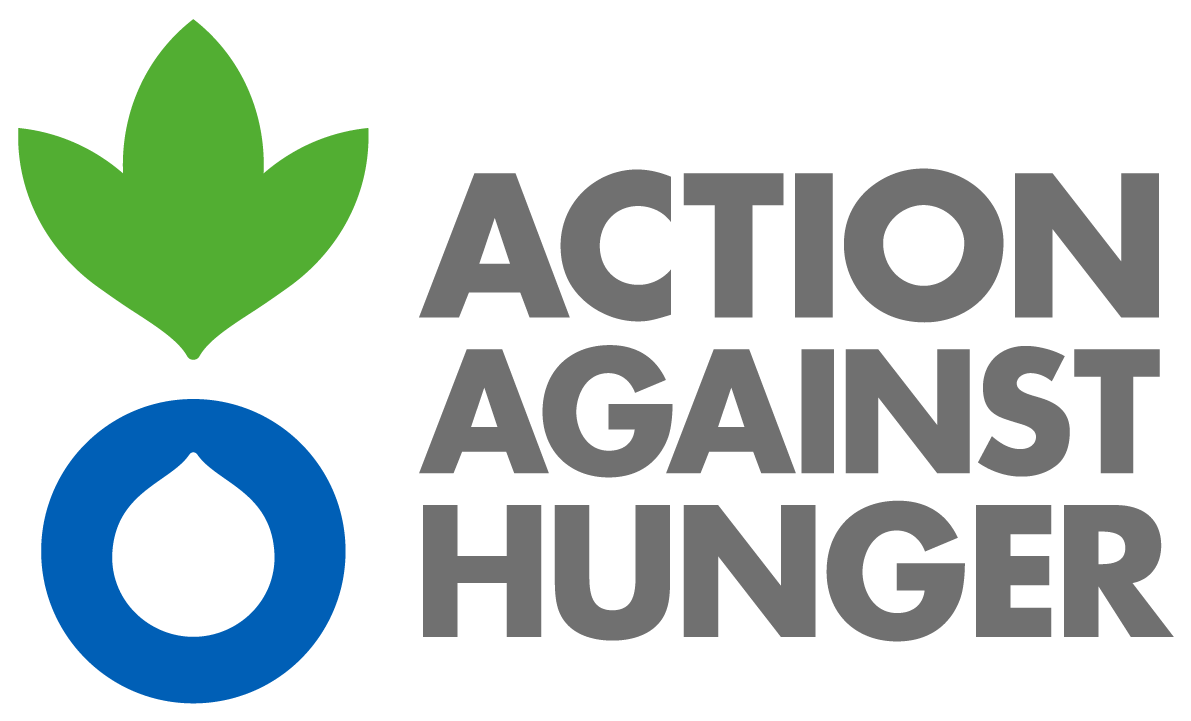
Action Against Hunger

في عام 2014 عملت منظمة العمل ضد الجوع في 49 دولة مختلفة حول العالم مع أكثر من 6000 موظف ومتطوع يساعدون 13,6 مليون شخص محتاج.

## التاريخ
تأسست منظمة العمل ضد الجوع في عام 1979 من قِبل مجموعة من الأطباء، العلماء، والكُتاب الفرنسيين .
يُعد عالم الفيزياء الحائز علا جائزة نوبل ألفريد كاستلر بمثابة الرئيس الأول للمنظمة.
في البداية قدمت المجموعة مساعدات للاجئين الأفغان في باكستان، المجتمعات الأوغندية المنكوبة بالمجاعة واللاجئين الكامبوديين بتايلاند. توسع نطاق الشؤون الإنسانية الإضافية في أفريقيا، الشرق الأوسط، جنوب أسيا الشرقي، البلقان وأماكن أخري خلال الثمانينات والتسعينات.
مبادرة اللجنة العلمية لمكافحة الجوع الرائدة في صيغة الحليب العلاجي (F100) تُستخدم الآن من قِبل جميع منظمات الإغاثة الإنسانية الرئيسية لعلاج سوء التغذية الحاد.
إنخفض مُعدل وفيات الأطفال اللذين يعانون من سوء التغذية الحاد تحت سن الخمس سنوات من 25% إلي 5%.
بعد بضع سنوات تم إعادة تجميع الحليب العلاجي كأغذية علاجية جاهزة للإستخدام (RUTFS)  معجون الفول السوداني وتعبئتها علي هيئة شرائح الطاقة. هذه الشرائح تسمح لعلاج سوء التغذية في المنزل ولا تتطلب أي تحضيرات أو تبريد.
حالياّ الشبكة الدولية لديها مقرات في خمس دول فرنسا، أسبانيا، الولايات المتحدة، كندا، المملكة المتحدة
مناطق عمل المنظمة تتضمن التغذية، الأمن الغذائي، المياه، الصحة والدعم

## المهمة
منظمة العمل ضد الجوع تنقذ الأرواح بحماية وكشف و معالجة سوء التغذية الحاد والشديد، خاصة في الطوارئ وحالات الصراع. المنظمة لديها نهج متكامل مع مختلف قطاعات التدخل:
- التغذية والصحة
- المياه، الصرف الصحي والنظافة
- الأمن الغذائي وسُبل العيش
- الاستجابة لحالات الطوارئ

### مطاعم ضد الجوع
العمل ضد الجوع شركاء مع قادة صناعة الأغذية والمشروبات العالمية. كل عام تقوم الشبكة بإدارة العديد من الحملات لجمع الأموال ودعم برامج المنظمة: مطاعم ضد الجوع والحب الغذائي.

## دِول التدخل
في 2017، حضرت شبكة العمل ضد الجوع العالمية في 51 دولة.

### أفريقيا
بوركينا فاسو، بوروندي، الكاميرون، ساحل إيڤوري، جيبوتي، إثيوبيا، كينيا، ليبيريا، مالوي، مدغشقر، مالي، موريتانيا، النيجر، نيجيريا، أوغندا، جمهورية أفريقيا الوسطي، جمهورية الكنغو الديمقراطية، السنغال، سيرا ليون، الصومال، جنوب السودان، تانزانيا، التشاد، زمبابوي.

### أسيا
بنجلاديش، ميانمار، كامبوديا، الهند، إندونسيا، منغوليا، نيبال، باكستان، الفلبين.

### منطقة البحر الكاريبي
هايتي

### أوروبا
جنوب القوقاز، تركيا، أوكرانيا

### الشرق الأوسط
أفغانستان، أزربيجان، مصر، لبنان، سوريا، فلسطين، اليمن، الأردن، العراق

### أمريكا الجنوبية
كولومبيا، غواتيمالا، نِكاراغوا، باراجواي، بيرو

## الشبكة الدولية لمنظمة العمل ضد الجوع
منذ عام 1995 طورت المنظمة شبكة دولية ليكون لديها تأثير عالمي أكبر. الشبكة لديها خمس مقرات في العالم: فرنسا، أسبانيا، المملكة المتحدة، الولايات المتحدة وكندا. منظمة العمل ضد الجوع لديها أيضاّ مكتب إقليمي في داكار غرب أفريقيا ومركز تدريب في نيروبي و 5 منصات لوجيستية (ليون، باريس، برشلونة، دبي، بنما) زادت هذه الشبكة من القدرات البشرية والمالية. إن المقر التنفيذي لمنظمة العمل ضد الجوع يكون في فرنسا، أسبانيا، الولايات المتحدة الأمريكية فهم يديرون التدخلات مباشرة المجال. من أجل تحقيق أقصي قدر من الكفاءة والترابط، تعمل هذه المقرات التنفيذية الثلاثة بموجب مبدأ المقر الرئيسي لكل بلد للتدخل. منظمة العمل ضد الجوع في المملكة المتحدة تركز علي البحث والرصد و التقييم لا سيما مع Hunger Watch .تلعب أيضاّ مقرات المملكة المتحدة دور وسيط مع وزارة التنمية الدولية. تقوم منظمة العمل ضد الجوع في كندا بجمع الأموال العامة والخاصة في أمريكا الشمالية وتلعب دوراٌ متزايداّ علي المستوي الوطني.

## روابط خارجية
- http://www.actionagainsthunger.org/
- http://www.actionagainsthunger.org.uk/
- http://www.actioncontrelafaim.org/
- http://www.accioncontraelhambre.org/
- http://www.actioncontrelafaim.ca/
- http://www.aktiongegendenhunger.de/
- http://www.azionecontrolafame.it/

1. ↑  Sirene (بالفرنسية), QID:Q3509449
2. ↑   https://www.lobbyfacts.eu/datacard/action-contre-la-faim?rid=272646820681-30. {{استشهاد ويب}}: |url= بحاجة لعنوان (مساعدة) والوسيط |title= غير موجود أو فارغ (من ويكي بيانات) (مساعدة)
3. ↑   https://www.actioncontrelafaim.org/nous-decouvrir/. {{استشهاد ويب}}: |url= بحاجة لعنوان (مساعدة) والوسيط |title= غير موجود أو فارغ (من ويكي بيانات) (مساعدة)
4. 1 2  Seasons of Hunger. Pluto Press. ص. xiii–xiv. ISBN:9781849644136. مؤرشف من الأصل في 2020-03-23.
5. ↑  Prudhon، C؛ Golden، MHN؛ Briend، A؛ Mary، JY (1997-11). "A model to standardise mortality of severely malnourished children using nutritional status on admission to therapeutic feeding centres". European Journal of Clinical Nutrition. ج. 51 ع. 11: 771–777. DOI:10.1038/sj.ejcn.1600483. ISSN:0954-3007. مؤرشف من الأصل في 2019-12-12. {{استشهاد بدورية محكمة}}: تحقق من التاريخ في: |تاريخ= (مساعدة)
6. ↑  "Nos missions humanitaires dans le monde - Action contre la Faim". Action contre la Faim (بfr-FR). Archived from the original on 2017-12-05. Retrieved 2018-09-17.{{استشهاد بخبر}}:  صيانة الاستشهاد: لغة غير مدعومة (link)
7. ↑  Hunger Watch Report 2007-08. Pluto Press. ص. vii–ix. ISBN:9781849643894. مؤرشف من الأصل في 2020-04-14.
8. ↑  "Action Against Hunger". Action Against Hunger (بالإنجليزية). Archived from the original on 2019-05-26. Retrieved 2018-09-17.